# Малая Китячка
Малая Китячка — река в России, протекает в Малмыжском районе Кировской области. Устье реки находится в 10 км по левому берегу реки Бурец. Длина реки составляет 18 км.
Исток реки у села Новая Смаиль близ границы с Татарстаном. Река течёт на юго-восток, протекает деревни Поречке-Китяк и
Удмурт-Китяк, Малый Китяк. Впадает в Бурец, который образует на данном участке границу Кировской области и Татарстана, у деревни Янгулово.

## Данные водного реестра
По данным государственного водного реестра России относится к Камскому бассейновому округу, водохозяйственный участок реки — Вятка от водомерного поста посёлка городского типа Аркуль до города Вятские Поляны, речной подбассейн реки — Вятка. Речной бассейн реки — Кама.
По данным геоинформационной системы водохозяйственного районирования территории РФ, подготовленной Федеральным агентством водных ресурсов:
- Код водного объекта в государственном водном реестре — 10010300512111100040326
- Код по гидрологической изученности (ГИ) — 111104032
- Код бассейна — 10.01.03.005
- Номер тома по ГИ — 11
- Выпуск по ГИ — 1